# Sant’Andrea della Valle bazilika
A Sant'Andrea della Valle bazilika egy római katolikus címtemplom Róma történelmi központjában, a Piazza Vidoni téren, a Sant’Eustachio kerületben. A San Biagio e Carlo ai Catinari plébániájához tartozik, és a theatinusok irányítják. Kisbazilikai ranggal rendelkezik, és azonos nevű bíborosi cím is kapcsolódik hozzá.

## Története
A bazilikát Giacomo Della Porta, Francesco Grimaldi és Carlo Maderno tervezte és építette 1590 és 1650 között, azon a helyen, ahol korábban a San Sebastiano de Via Papa tiszteletére szentelt kis templom állt, s a vértanú első temetése helyeként jelöltek meg, valamint Amalfi Piccolomini hercegeinek és Celano grófjainak palotája, akiknek származási városuk a nevét adta az előtte lévő térnek, amely a 16. század folyamán a Piazza di Siena nevet vette fel.
A munkálatokat Alessandro Peretti di Montalto bíboros, V. Szixtusz pápa unokaöccse finanszírozta. A közeli Palazzo Della Valle adta a nevét a templomnak.
1608-ban Madernót bízták meg az épület befejezésével, a kereszthajó bővítésével és a kupola megemelésével, viszont a barokk homlokzatot 1655 és 1663 között Carlo Rainaldi készítette.
A 19. század elején VII. Piusz pápa megünnepelte Stuart Henrik Benedek, a brit trón negyedik és egyben az utolsó jakobita temetését, amelyen Pietro Francesco Galleffi bíboros celebrálta a misét.
1918. április 28-án ebben a bazilikában szentelték pappá Maximilian Maria Kolbe minorita leendő vértanú-szentet.
XXIII. János pápa 1960. március 12-én a Quandoquidem apostoli konstitúcióval létrehozta a Sant’Andrea della Valle bíborosi címet, míg 1965 decemberében VI. Pál pápa a templomot basilica minor méltóságra emelte.

## Leírása

### Külseje

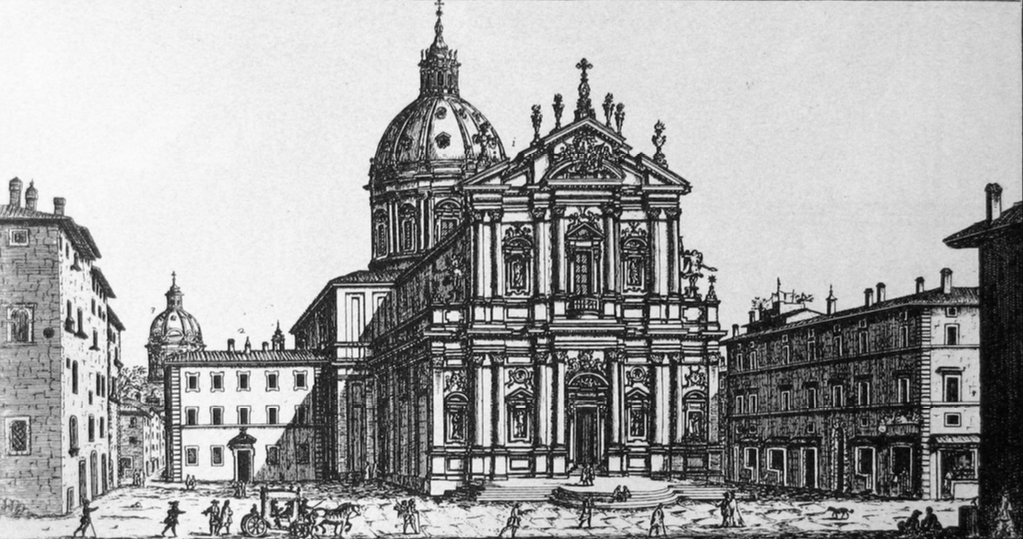
A templom külső képe Giovanni Battista Falda metszetén 1655-ből

A késő barokk stílusú homlokzatot 1655 és 1665 között építette Carlo Rainaldi, aki kibővítette Carlo Maderno eredeti tervét. Mésztufa, magas, pazar, két rend páros oszlopa és korinthoszi pilasztere van.
Középen egy nagy ablak a portálra néz, oldalt pedig szobrokkal és hamis ablakokkal díszített fülkék vannak. A bennük lévő szobrok Domenico Guidi (Szent Kajetán és Szent Sebestyén) és Ercole Ferrata (Szent András apostol és Avellinói Szent András) szobrai.
A homlokzatot markáns chiaroscuro jellemzi, az erős túlnyúlású oszlopok és párkányok bőséges jelenléte miatt.
A hagyományos összekötő voluta a jobb oldalon hiányzik, a bal oldalon Ercole Ferrata jellegzetes, kiterjesztett szárnyú angyala váltja fel. A Sant’Angelo hidat díszítő keresztes angyalt ugyanaz a szobrász készítette. Az ajtó feletti két női szobor Cosimo Fancelli alkotása.

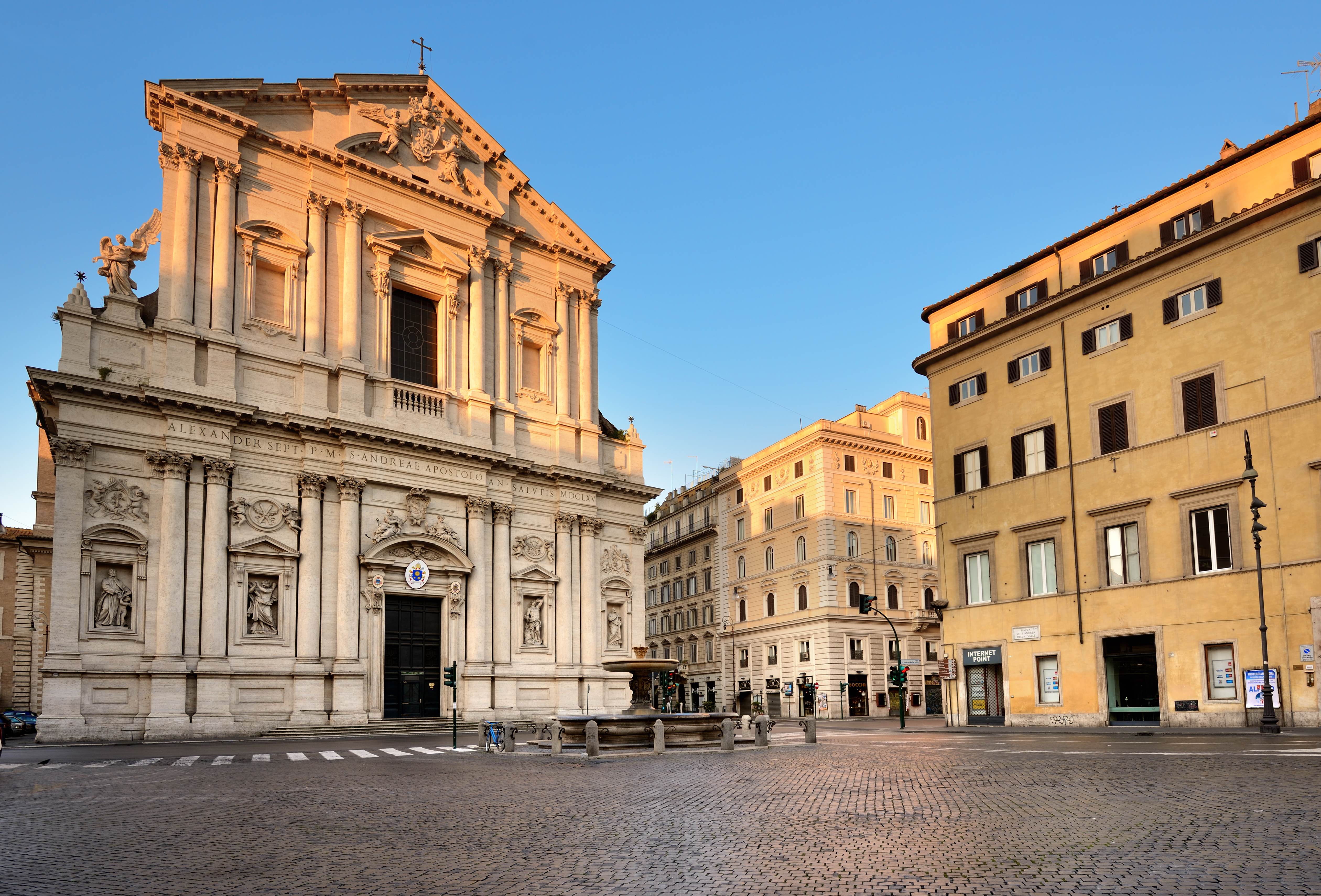
A bazilika homlokzata

Azonban a Cesare Brandi Teoria del restauration című könyvében leírtak szerint a homlokzat „képletesen” megsérült, mivel az út kiszélesítése óta a megfigyelő „fix fókusza” megmozdult. Egy korlátozott fix távolságot feltételezve a megfigyelő álláspontjaként, amelyen túl már nem jön létre a bazilika homlokzatának várt hatása, mert az embernek „összetört” látása van az oszlopokról, és már nem ugyanaz a hatás a süllyesztett, kiugró oszlopok közül, mint az útépítés előtt. Így az egész építészeti komplexum minden plasztikus szépsége elvész. Ezért a Sant'Andrea della Valle homlokzatában a „fix fókuszt” a mainál kisebb utcaszélességgel sikerült megvédeni.
A templom előtti teret, amely róla kapta a nevét, szökőkút díszíti, amely az eltűnt Piazza Scossacavalli térről származik, amely a Spina di Borgo bontási munkálatai és a Via della Conciliazione kiépitése során pusztult el. Alkotója Carlo Maderno (1614).
A bazilika jobb oldalán, a jobb oldali második és harmadik oldalkápolna között található a téglából épült harangtorony. Nincsenek díszítőelemei, és négy, F 3, B b3, C 4 és D 4 hangjegyeknek megfelelő, különböző időpontokban öntött harangok hangversenyének ad otthont, mindegyik harang egy körívben kapott helyet.

### Belseje

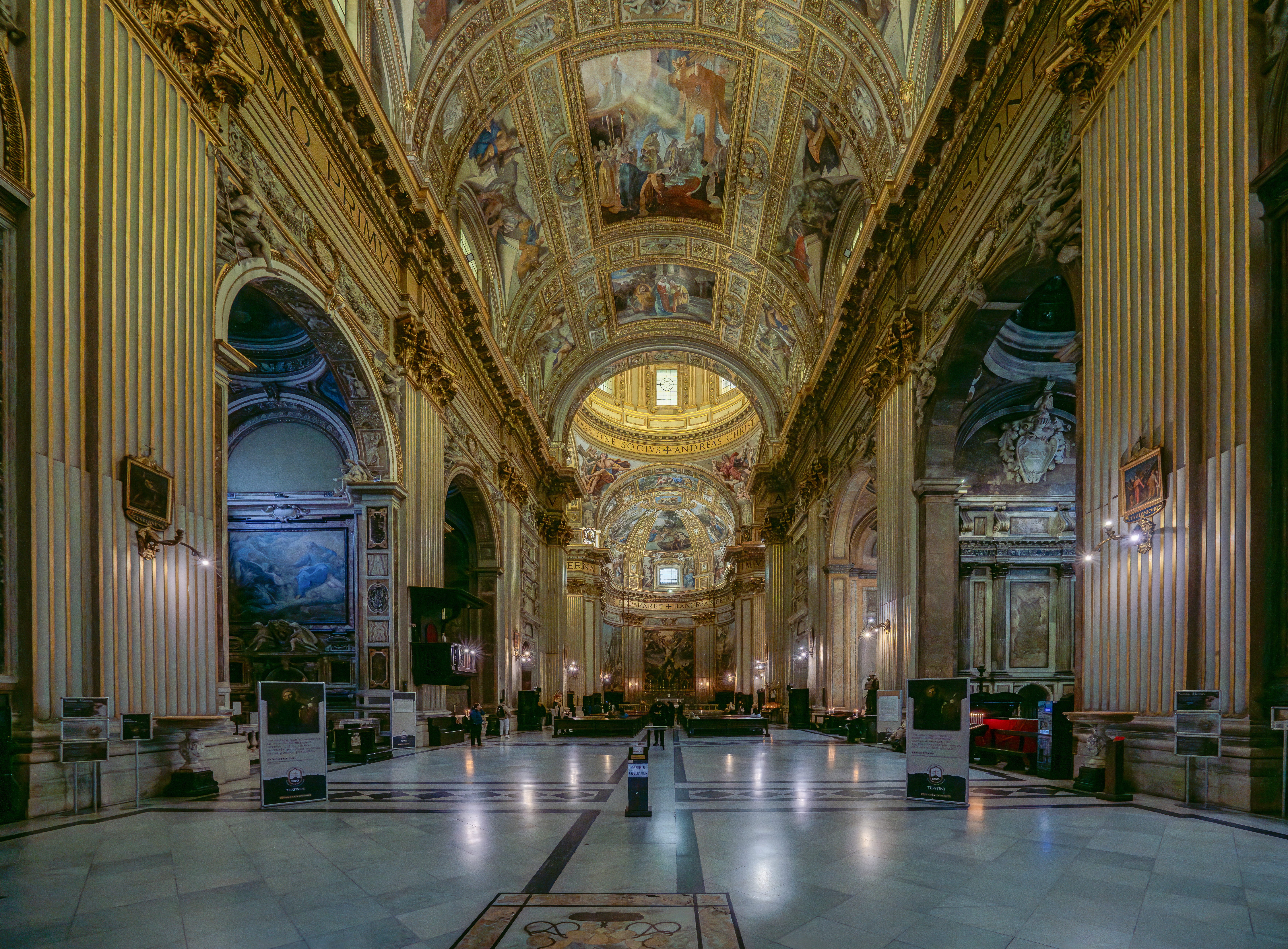
A bazilika belseje

A templom alaprajza latin kereszt alakú, hatalmas főhajóval és kissé markáns kereszthajóval, amelyet nyolc oldalkápolna szegélyez; boltozata dongaboltozat, freskókkal díszített. A planimetrikus séma a közeli Jézus-templom modelljére vezethető vissza, bár némi eltéréssel: a Sant′Andrea della Valle oldalkápolnái sekélyebbek és lényegesen magasabbak, ezzel is kiemelve az épület erős vertikális ritmusát. A jobb oldali első, korábban Ginnetti- majd Lancellotti-kápolna a szobrok minőségével tűnik ki, és Carlo Fontana (1670) munkája. A bal oldali elsőt, a Barberini családnak Matteo Castelli állította fel 1604 és 1616 között Maffeo Barberini bíboros megbízásából, aki később VIII. Orbán pápa lett; Pietro és Gian Lorenzo Bernini, Cristoforo Stati, Francesco Mochi és Ambrogio Bonvicino 1609-től dolgozott a díszítésén, míg az oltárt díszítő oltárképet Domenico Passignano (1616) készítette. A bal oldali harmadik kápolna oltárán Giovanni De Vecchi 1614-es festménye látható, amely Szent Sebestyént ábrázolja, a templom névadóját, amelyre később a jelenlegi bazilika épült.
A hajó utolsó nyílásában egymással szemben II. Piusz pápa (1475, a bal oldalon) és III. Piusz (1503, a jobb oldalon) temetkezési emlékművei találhatók, amelyeket a Sant′Andrea rotundáról vittek át 16. századi Szent Péter ókori bazilikájába, a Vatikánba.
A bal oldali kereszthajó kápolnájában, amelyet San Thienei Szent Kajetánnak, a Chierici Teatini Regolari alapítójának szenteltek, az oltárkép Mattia De Mare Szent Kajetán látomása 1730-ból, amely azt a karácsonyi látomást illusztrálja, amelyet a szent 1517-ben a római Santa Maria Maggiore-bazilikában élt át.
A jobb oldali kereszthajó kápolnájában, amelyet Avellinói Szent András tiszteletére szenteltek, az oltárkép a szentet ábrázolja, aki apoplexiában szenved, amikor Giovanni Lanfranco 1625-ös miséjét kezdi celebrálni. A hagyomány szerint a festő a szent boldoggá avatása alkalmából, amelyre abban az évben került sor, mindössze nyolc nap alatt készítette el a festményt, egyes részletekben hiányosan, amit később tökéletesített.
Két további oldalkápolna néz az apszisra, nagy, aranyban gazdag, Mattia Preti freskója : Szent András keresztre feszítése, vértanúsága és temetése. A presbitérium boltívében látható téglalap alakú freskó Domenichino alkotása, és Keresztelő Szent Jánost ábrázolja, Krisztusra mutatva a leendő András és János apostoloknak. Szintén Domenichino presbitériumában található a Péter és Andrea testvérek hivatása az apszismedence közepén, a Szent András a mártíromsága a jobb oldali panelen és Szent András zászlózása a bal oldalon.
A főoltártól jobbra található elülső kápolnában a szent és Giuseppe Maria Tomasi bíboros földi maradványait őrzik.

### Kupolája

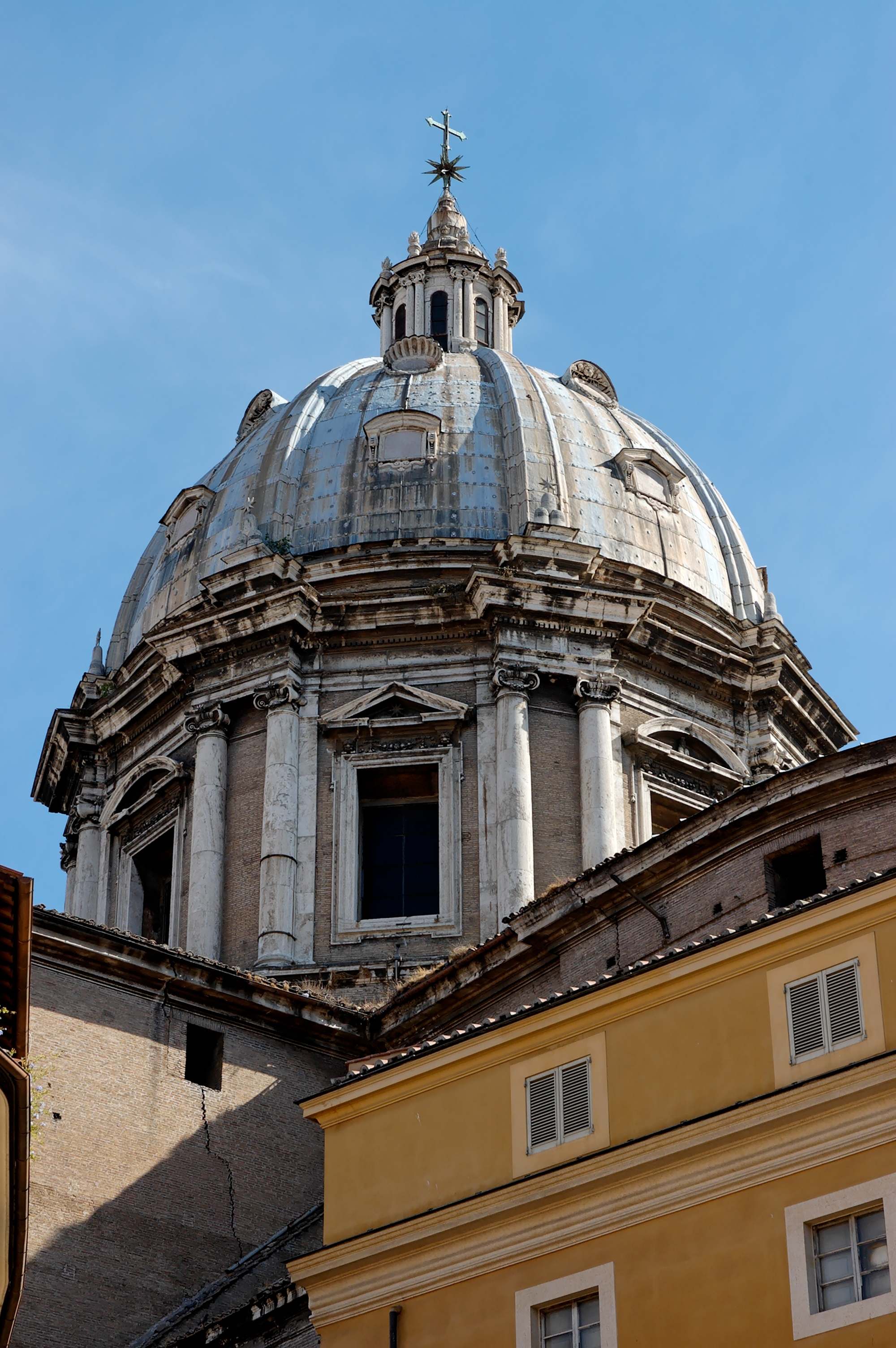
A kupola külseje

A 16 méter átmérőjű kupolát Carlo Maderno építette. 80 méteres magasságával a második Róma városában, csak a vatikáni Szent Péter-bazilika előzte meg, és követi a Santi Pietro e Paolo templom újabb kupolája az EUR-ban. Kívül a dob a Szent Péter-templom kupolája ikeroszlopainak témáját veszi fel. Rudolf Wittkower így beszél a kupoláról: A Szent Péter-templom kupolájához képest Maderno a boltozat rovására megemelte a tambur magasságát és megnövelte az ablakok számára fenntartott területet, e változtatások előzményei barokk későbbi fejlődésének.

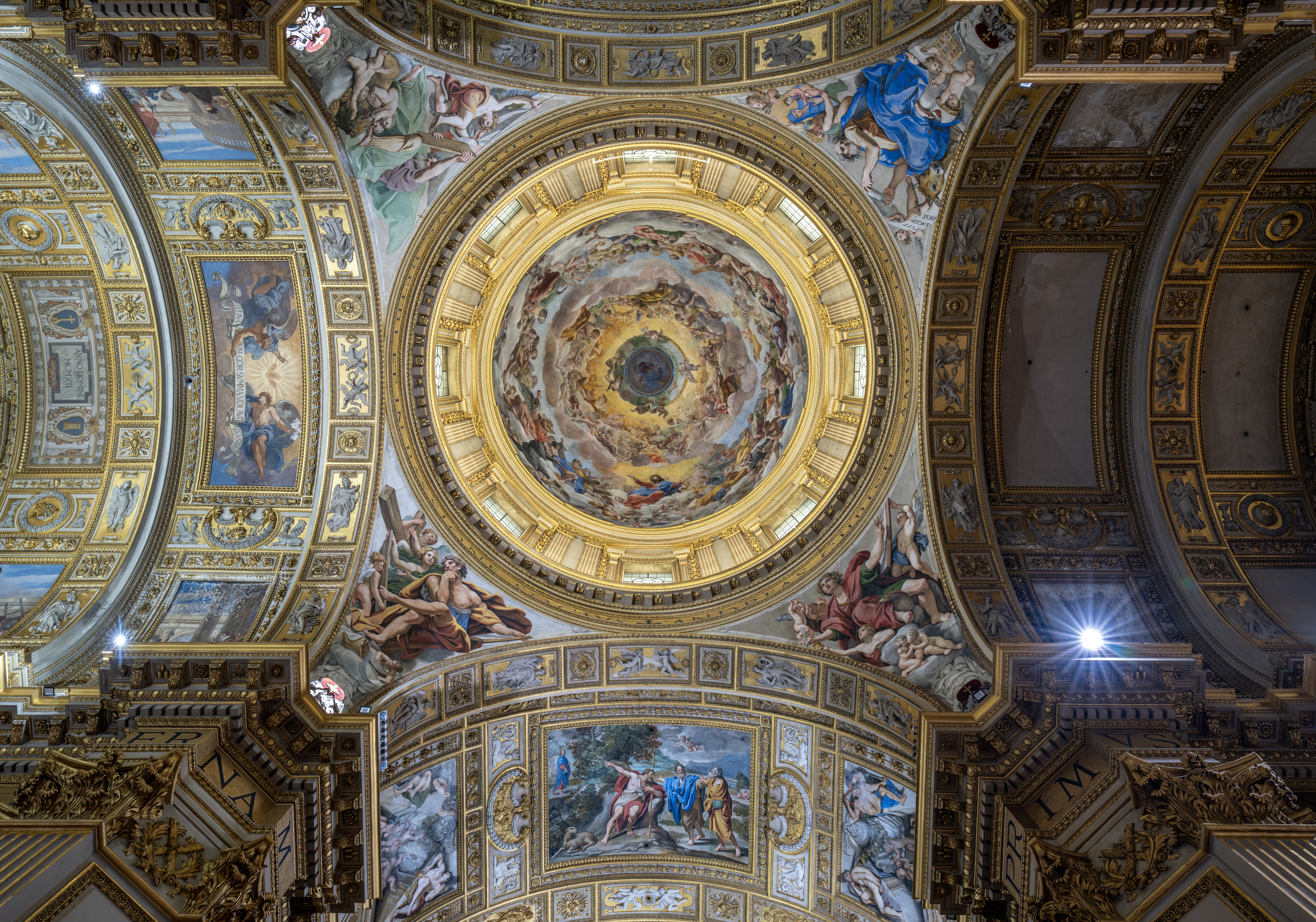
A kupola belseje

A kupola nagyon világos a féloszlopokkal tarkított, nyolc ablakból álló ablaksornak köszönhetően. Az ablakok jelenléte egyrészt lehetővé teszi a templomot jellemző pazar megvilágítást, másrészt összehasonlíthatatlanná teszi a kupola csodálatos freskóját, amelyet Giovanni Lanfranco készített 1621 és 1625 között. A munkát a tollak (vagy karbelek) és az apszis kereszthajó freskóival együtt, és valószínűleg versengve végezték, a Szent András-történetekkel, Domenichino által 1621 és 1628 között kivitelezett, oldalain két Carlo Cignani-freskóval.
A kupola Szűz Mária mennybemenetelét ábrázolja. Lanfranco a Ludovico Cigoli által Rómában újraindított Antonio da Correggio-modellt veszi át a Paolina-kápolnával. Középen a felhők és angyalok trónján a Szűz alakja ismerhető fel. Az atmoszféra egyre ritkább lesz, ahogy feljebb megy, ami a figurák folyékony elrendezéséhez vezet. A zenélő angyalok különféle hangszeren játszani szándékozó figuráiról Giovan Pietro Bellori azt írja, hogy „a szín édessége hallatja a mennyei dallamot a festmény csendjében” összehasonlítva a festészetet a zenével és a figurák elrendezését a zenei harmóniával. A tollak a Négy Evangélistát képviselik. Erős verseny volt a két művész között, mindketten a Carracci-iskolához tartoztak, olyannyira, hogy Zampieri (Domenichino) azzal vádolta Lanfrancót, hogy lelökte őt az állványzatról, majd Nápolyba szökött.

### Orgonák

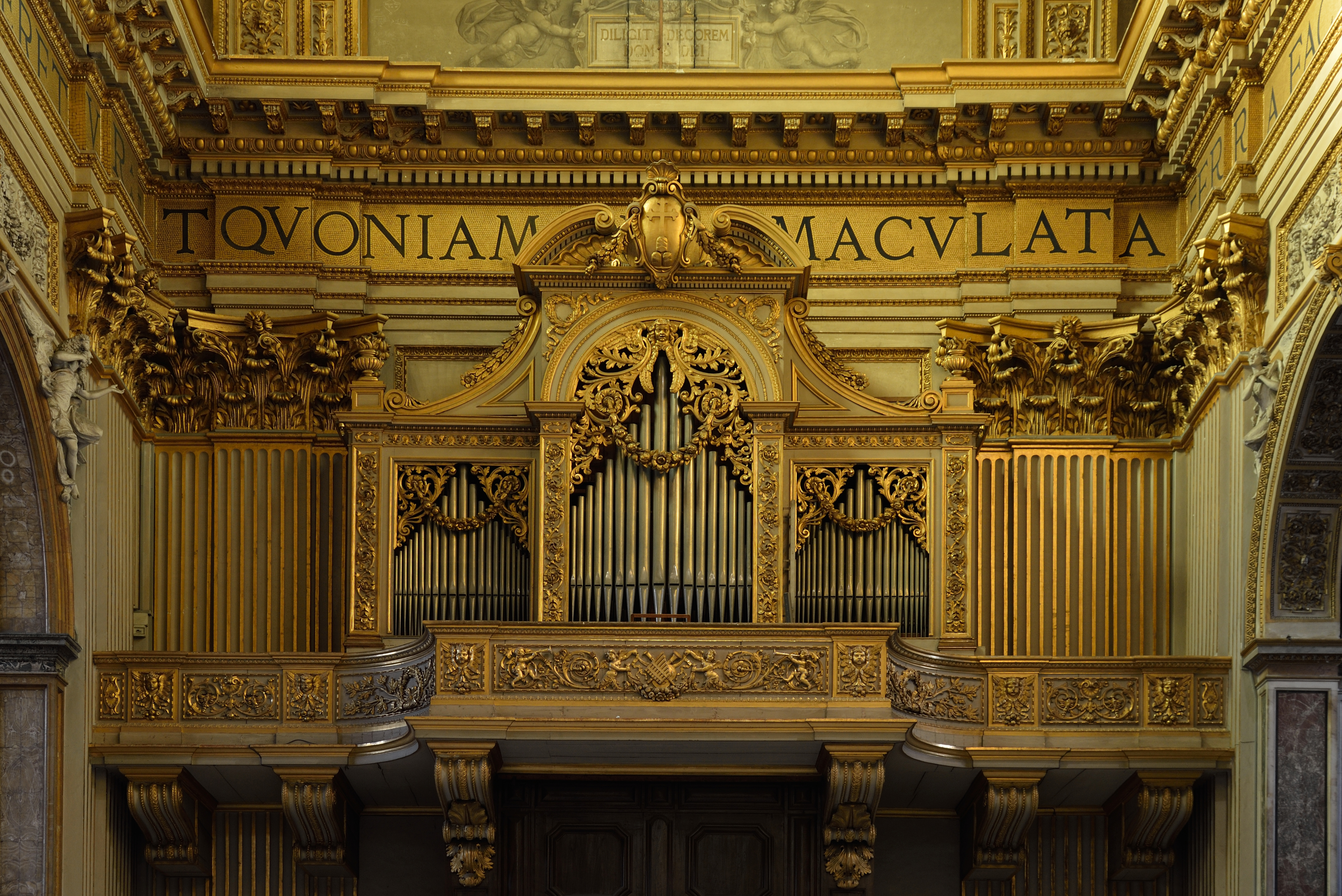
A fő orgona

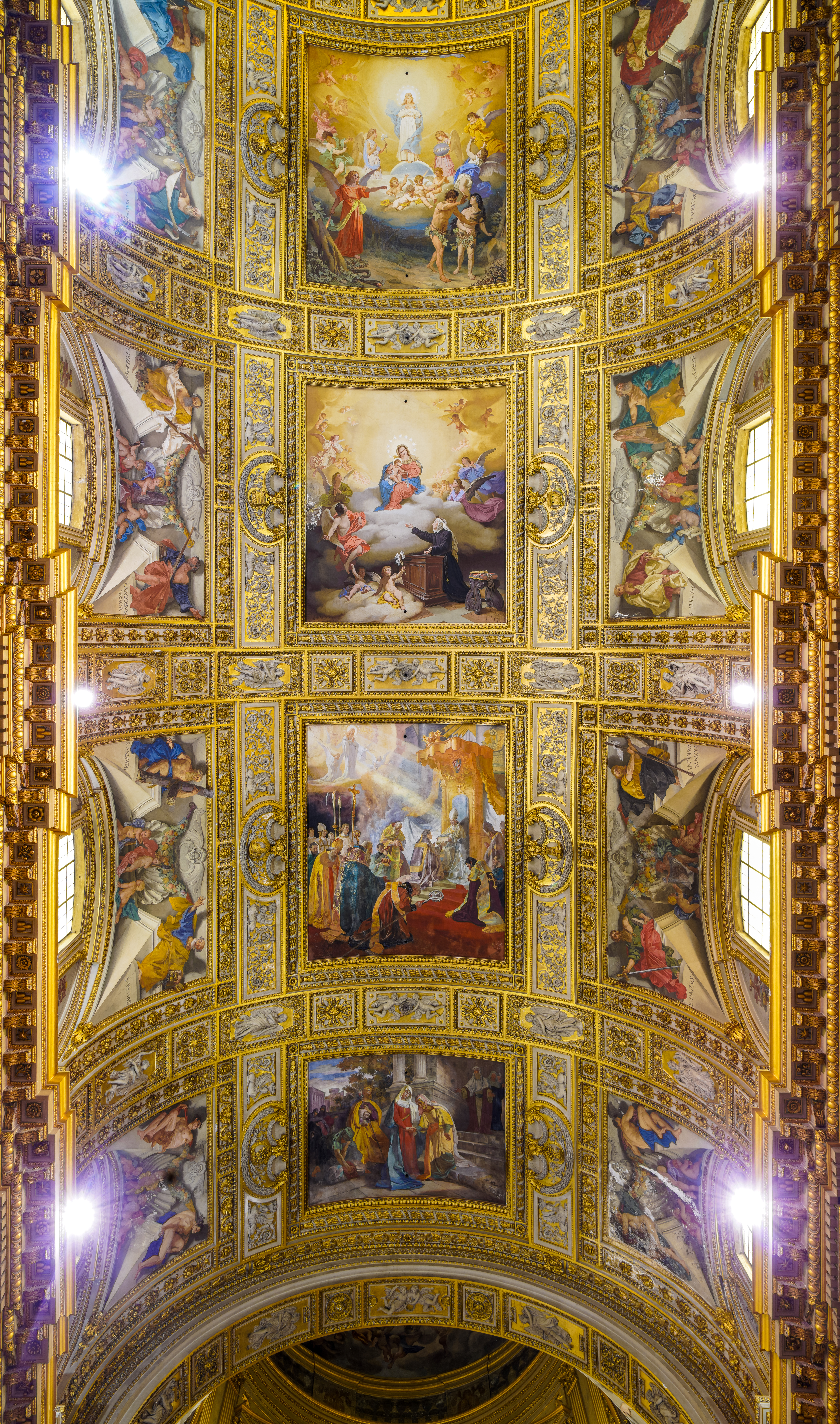
A mennyezet freskói

Az 1905-ben Enrico Caraffa fafaragó által épített, ellenhomlokzati nagy kórustetőn található a bazilika fő orgonája, amelyet Carlo Vegezzi-Bossi  és a Buccolini cég 1907–1909-ben épített, 1964-ben restaurált és 1975-ben módosított. A hangszer arany domborművekkel díszített, pazar neobarokk tokban kapott helyet, felül a theatinusok címere; a homlokzat három mezőre oszlik, amelyeken belül egy-egy principál síp található, vízszintesen elhelyezkedő gér alakú szájakkal. A hangszer elektromos (eredetileg pneumatikus cső alakú) fújtatóval rendelkezik, a szintén a kóruson található konzolja pedig két manuállal és egy pedálzattal rendelkezik.
Az apszis emeletén a holland Verschueren cég által 1990-ben épített és 2015-ben felállított pozitív orgona található. Mechanikus váltóval hat regiszter van egyetlen manuálon.

## A művészetekben
A Tosca című opera első felvonása a bazilikában játszódik, Giuseppe Giacosa és Luigi Illica írta (Victorien Sardou története alapján), és Giacomo Puccini zenésítette meg a 19. század végén. 1992-ben valójában a Giuseppe Patroni Griffi által készített élő televíziós film, a Tosca helyszínein és idejében a Tosca élő televíziós bemutatásának volt a háttere, míg a Luigi Magni által rendezett 1973-as filmhez a kezdeti jelenetek a Sant’Agnesében játszódnak. Sant’Andrea della Valle helyett. A bazilikában forgatták Az öröm nevetésének egyik leghíresebb képsorát is.

## Bíboros-protektorok
A kisbazilika címtemplom bíboros-protektorai:
- Luigi Traglia (1960. március 31. – 1969. április 28.)
- Joseph Höffner (1969. április 30. – 1987. októbert 16.)
- Giovanni Canestri (1988. június 28. – 2015. április 29.)
- Dieudonné Nzapalainga C.S.Sp. (2016. november 19. – hivatalban)[16]

## Fordítás
- Ez a szócikk részben vagy egészben  a   Basilica di Sant'Andrea nella Valle című olasz Wikipédia-szócikk ezen változatának fordításán alapul.  Az eredeti cikk szerkesztőit annak laptörténete sorolja fel. Ez a jelzés csupán a megfogalmazás eredetét és a szerzői jogokat jelzi, nem szolgál a cikkben szereplő információk forrásmegjelöléseként.

## Bibliográfia
- Le vite de' pittori, scultori et architetti moderni, 2, Roma: Mascardi (1728). ISBN no
- Storia della città di Roma nel medio evo illustrata nei luoghi, nelle persone, nei monumenti. Venezia: Giuseppe Antonelli (1876). ISBN no
- (1985) „Regesto degli organi della città di Roma”. L'organo - Rivista di cultura organaria e organistica, anno XIX (1981), Bologna, 63-103. o, Kiadó: Patron. [2014. január 4-i dátummal az eredetiből archiválva]. ISSN 0474-6376. (Hozzáférés: 2019. szeptember 16.)
- Organi e cantorie nelle chiese di Roma. Roma: Istituto Poligrafico e Zecca dello Stato (1994). ISBN 88-240-3990-1
- Roma, le chiese scomparse. Roma: Fratelli Palombi (1996). ISBN 88-7621-069-5
- Organi di Roma. Guida pratica orientativa agli organi storici e moderni. Firenze: Leo S. Olschki Editore (2007). ISBN 978-88-222-5674-4
- Claudio Rendina: Le Chiese di Roma. Newton & Compton Editori, Roma 2007, ISBN 978-88-541-0931-5